# 洪城警察署
洪城警察署（ホンソンけいさつしょ）は、忠南地方警察庁所管の警察署である。

## 管轄区域
- 洪城郡

## 沿革
- 1945年10月21日 - 開署

## 管轄地区隊
- 五官地区隊
- 広川地区隊

## 管轄派出所
- 西部結城派出所
- 板橋派出所
- 金馬派出所
- 洪東長谷派出所
- 葛山派出所
- 洪北派出所

## 管轄治安センター
- 亀項治安センター
- 銀河治安センター
- 結城治安センター
- 長谷治安センター